# Liza Cody
Liza Cody (* 11. April 1944 in London) ist eine englische Krimiautorin.

## Leben
Liza Cody wuchs in London auf. Nach dem Kunststudium an der London Art School und der Royal Academy of Arts arbeitete sie u. a. als Roadie, als Fotografin, Malerin und Möbeltischlerin, bevor sie zum Schreiben kam. Unter anderem restaurierte sie Wachsfiguren bei Madame Tussauds.
1980 schrieb sie ihren ersten Krimi mit der Hauptfigur Anna Lee, einer Ex-Polizistin, die für eine Londoner Detektivagentur arbeitet. Dafür wurde Cody mit dem John Creasey Memorial Award der britischen Crime Writers' Association für das beste Krimidebüt des Jahres in Großbritannien ausgezeichnet. Liza Cody gehörte mit Sara Paretsky und Sue Grafton zu dem Dreigestirn feministischer Krimiautorinnen, die das Genre erstmals erfolgreich mit starken Frauen besetzten. 1992 und 1993 wurden die sechs Romane der Anna Lee-Reihe verfilmt und liefen als Fernsehserie unter dem Titel Anna Lee mit Imogen Stubbs in der Hauptrolle im britischen Fernsehen.
In den 1990ern verfasste Cody die Bucket-Nut-Trilogie um die Catcherin Eva Wylie. Vorbild für diese Figur war die Profiwrestlerin Klondike Kate. Anders als die vielen smarten Mittelschichtsdetektivinnen der 1990er Jahre gehört Wylie zu den Underdog-Detektivinnen. Neben ihren Auftritten als Wrestlerin bewacht sie einen Schrottplatz und lebt in einem Wohnwagen.
Es folgten die Standalone-Romane Gimme More und Ballade einer vergessenen Toten, beide spielen mit Genre- und Prosa-Elementen vor dem Hintergrund der britischen Musikszene, thematisieren die Methoden der Musikindustrie und die Rolle von Frauen in der Pop- und Rockmusik. Miss Terry ist ein Roman mit Thriller-Elementen um "weichen" Rassismus im modernen Großbritannien. Lady Bag, ein Krimi mit einer obdachlosen Alkoholikerin als Protagonistin, brachte Cody 2015 den Deutschen Krimi Preis, der Roman erhielt später mit Krokodile und edle Ziele eine Fortsetzung.
Am 27. November 2019 erhielt Liza Cody den Radio-Bremen-Krimipreis für ihre "großartige Beobachtungsgabe, gepaart mit pointiertem Sprachgefühl und einer tiefen Menschlichkeit. Und, nicht zuletzt: einer großen Portion Selbstironie". Aus der Begründung der Jury: "Ihre schrägen, oft atemberaubenden Plots sind ebenso unterhaltsam wie berührend. Es gelingt ihr immer wieder, politische und kulturelle Themen in der Länge eines Kriminalromans zu erzählen und klug zu durchdringen. Liza Codys Werke sind spannend erzählt, zugleich voller Schärfe, Wärme und hintersinnigem Humor."
Liza Codys Romane wurden in viele Sprachen übersetzt. Sie lebt und arbeitet in Bath im Südwesten Englands.

## Auszeichnungen
- 1980: John Creasey Memorial Award für Dupe
- 1992: Anthony Award (Kategorie Best Short Story) für die Kurzgeschichte Lucky Dip.
- 1992: Silver Dagger für Bucket Nut
- 1998: Marlowe (Kategorie International) für Blüten für Mama (Musclebound)
- 2015: Deutscher Krimi Preis (Kategorie International Platz 2) für Lady Bag (Lady Bag)
- 2017: Deutscher Krimi Preis (Kategorie International Platz 2) für Miss Terry (Miss Terry)
- 2019: Radio-Bremen-Krimipreis für Ballade einer vergessenen Toten und ihr Gesamtwerk
- 2024: Deutscher Krimi Preis (Kategorie International Platz 3) für Die Schnellimbissdetektivin (The Short-Order Detective)[4]

## Werke

### Die Anna Lee-Reihe
- 1980: Dupe
  - Video-Piraten, dt. von Rainer Schmidt; Ullstein, Frankfurt am Main, Berlin 1986. ISBN 3-548-10403-7.
  - auch als: Ein Spiel für Narren, gleiche Übersetzung; Goldmann, München 1997. ISBN 3-442-05967-4.
- 1982: Bad Company
  - Schlechte Gesellschaft, dt. von Rainer Schmidt; Ullstein, Frankfurt am Main, Berlin 1987. ISBN 3-548-10420-7.
- 1983: Stalker
  - Jäger-Latein, dt. von Alexander Reigl; Ullstein, Frankfurt am Main, Berlin 1987. ISBN 3-548-10432-0.
- 1985: Head Case
  - Kopf kaputt, dt. von Doris Janshen; Ullstein, Frankfurt am Main, Berlin 1987. ISBN 3-548-10457-6.
- 1986: Under Contract
  - Ungesetzlich geschützt, dt. von Christoph Hahn, Ullstein, Frankfurt am Main, Berlin 1989. ISBN 3-548-10571-8.
- 1991: Backhand
  - Doppelte Deckung; dt. von Regina Rawlinson; Goldmann, München 1991. ISBN 3-442-41259-5.

### Die Eva Wylie-Reihe
- 1992: Bucket Nut
  - Schweres Geschütz; dt. von Regina Rawlinson; Heyne, München 1993. ISBN 3-442-42171-3.
  - seit 2000: Was sie nicht umbringt..., gleiche Übersetzung; Argument Verlag mit Ariadne, Hamburg 2015. ISBN 978-3-86754-201-2.
- 1994: Monkey Wrench
  - Schwesternkrieg, dt. von Regina Rawlinson; Goldmann, München 1995. ISBN 3-442-42773-8.
  - seit 2001: Eva sieht rot, gleiche Übersetzung; Argument Verlag mit Ariadne, Hamburg 2015. ISBN 978-3-86754-203-6.
- 1997: Musclebound
  - Blüten für Mama, dt. von Regina Rawlinson; Goldmann, München 1998. ISBN 3-442-43996-5.
  - seit 2002: Eva langt zu, gleiche Übersetzung; Argument Verlag mit Ariadne, Hamburg 2015. ISBN 978-3-86754-205-0.

### Einzelwerke
- 1988: Rift
- 2000: Gimme More
  - Gimme more, dt. von Pieke Biermann; Union, Zürich 2003. ISBN 3-293-00309-5.
  - seit 2020: Gimme more, dt. von Pieke Biermann; Argument Verlag mit Ariadne, Hamburg 2020. ISBN 978-3-86754-243-2.
- 2003: Lucky Dip and other stories (Erzählungen)
- 2011: Ballad of a Dead Nobody
  - Ballade einer vergessenen Toten, dt. von Martin Grundmann; Argument Verlag mit Ariadne, Hamburg 2019. ISBN 978-3-86754-238-8.
- 2012: Miss Terry.
  - Miss Terry, dt. von Grundmann & Laudan; Argument Verlag mit Ariadne, Hamburg 2016. ISBN 978-3-86754-219-7.
- 2013: Lady Bag.
  - Lady Bag, dt. von Laudan & Szelinski; Argument Verlag mit Ariadne, Hamburg 2014. ISBN 978-3-86754-222-7.
- 2017: Crocodiles and Good Intentions
  - Krokodile und edle Ziele, dt. von Else Laudan; Argument Verlag mit Ariadne, Hamburg 2017, ISBN 978-3-86754-227-2.
- 2020: Gift or Theft.
  - Milch oder Blut. dt. von Martin Grundmann, Argument Verlag mit Ariadne, Hamburg 2021, ISBN
- 2024: The Short-Order Detective.
  - Die Schnellimbissdetektivin. dt. von Iris Konopik; Argument Verlag mit Ariadne, Hamburg 2024, ISBN 978-3-86754-275-3.